# 킬링 죠
킬링 죠(Crack Brain, Killing Zoe)는 미국에서 제작된 로저 아바리 감독의 1993년 범죄, 드라마, 스릴러 영화이다. 에릭 스톨츠 등이 주연으로 출연하였고 사무엘 하디다 등이 제작에 참여하였다.

## 출연

### 주연
- 에릭 스톨츠

### 조연
- 줄리 델피
- 장 위그 앙글라드
- 게리 켐프
- 살바토르 주에렙
- 브루스 람세이
- 태 타이
- 카리오 살렘
- 세실리아 펙
- 론 제레미
- 지안 카를로 스칸디우지
- 제랄드 본
- 글레이디스 홀랜드
- 리치 터너
- 킴벌리 벡
- 션 갈루즈카

## 제작진
- 공동제작: 제프 슈크먼
- 미술: 데이빗 와스코
- 세트: 샌디 레이놀즈-와스코
- 의상: 마리 클레어 한난